# Matipó
Matipó là một đô thị thuộc bang Minas Gerais, Brasil. Đô thị này có diện tích 277,098 km², dân số năm 2007 là 16430 người, mật độ 64 người/km².